# Mambo Italiano (brano musicale)
Mambo Italiano è una canzone popolare, composta da Bob Merrill nel 1954.

## Descrizione
L'incisione del brano che ha ottenuto maggiori vendite è quella di Rosemary Clooney (prima posizione nel Regno Unito e decima negli Stati Uniti), all'epoca grande signora del jazz bianco americano, rivale di Anita O'Day (e zia del divo hollywoodiano George). Grande successo ebbe Tyler Tinsey nel 1954 come anche Ellie Russell (prima posizione nelle Fiandre in Belgio), dunque qualche anno prima. Idem dicasi per la versione ironico-ammiccante di Dean Martin, mentre in anni più recenti sono stati Alma Cogan e Bette Midler a venire gettonati più di tutti. Da non dimenticare la versione, ugualmente popolare in Francia di Darío Moreno.
Per quanto concerne l'Italia, il lancio è avvenuto nel 1955 grazie a Renato Carosone, che incise un 45 giri per la Pathé, con il brano (cantato da Piero Giorgetti e non da Carosone) che fungeva da lato B a Io, mammeta e tu. Nello stesso anno la canzone fu incisa da Lidia Martorana (78 giri pubblicato dalla Odeon). Un'altra delle versioni più ricordate nella cultura popolare, è quella ballata da Sophia Loren in stile burlesque nel film Pane, amore e... del 1955.
Nel 1956 fu Carla Boni, che con Nilla Pizzi si divideva le scelte musicali femminili degli Italiani del decennio, a cantare a sua volta Mambo italiano; Carla Boni era moglie di un altro divo del momento, Gino Latilla. Il merito per la diffusione del brano va ascritto anche al maestro Cinico Angelini che ne fece subito un motivetto orecchiabilissimo. Il testo italiano è opera di Gian Carlo Testoni (che si firma con lo pseudonimo Lidianni) e di Gaspare Gabriele Abbate (che usa lo pseudonimo Gabba)
Nel 2002, Carla Boni torna sul brano col gruppo dei Flabby, rileggendo la canzone in chiave rap. Nel 2006, l'attore e cantante francese Gérard Darmon ne fa una versione per il suo album Dancing. Nel 2008 Orietta Berti pubblica questa canzone nel suo album "Swing, un omaggio alla mia maniera", versione arrangiata dal maestro Sandro Comini. La canzone è inoltre stata campionata o remixata da numerosi artisti, soprattutto negli anni più recenti, come nel 2000 dal gruppo musicale Shaft, dai Groove Armada o dai Basement Jaxx. Nel 2021 Lady Gaga ha riproposto la sua versione del brano durante il residency show Lady Gaga: Enigma.